# ル・ボーセモータースポーツ
株式会社ル・ボーセモータースポーツ（Le Beausset Motorsports）は、茨城県つくば市に本社を置く日本の企業。レーシングチームの運営を主な事業としていた。

## 概要
メカニックとして国内チームを渡り歩いた坪松唯夫が、レーシングドライバーの片山右京の協力を得て1989年にフォーミュラカーのメンテナンスを行う「有限会社ル・ボーセ」を設立。社名の“ル・ボーセ（Le Beausset）”は、坪松と右京が共に戦ったフランスF3で使用されていたポール・リカール・サーキットのコーナー名が由来。
2003年に新たに有限会社ル・ボーセモータースポーツを設立し、有限会社ル・ボーセの事業を受け継ぎ独立。2007年には株式会社に組織変更。
初級カテゴリから着実にステップアップを図ってきたレーシングチームであり、若手ドライバー育成にも力を注いだ。2011年から国内最高峰カテゴリーであるフォーミュラ・ニッポン（2013年にスーパーフォーミュラに改称）への参戦を開始。
2012年からは地域密着を掲げチーム名に地元栃木の名を冠し「TOCHIGI Le Beausset Motorsports」としてレースに参戦。
2015年よりスーパーフォーミュラへの参戦を休止し、スーパー耐久への参戦に移行。
2019年9月、同年限りでのチームの活動終了を発表。代表の坪松は「いちばんいい時に辞める」「“完全燃焼”ということで考えると、やりきっているのが今」と語り、「自分でもちょっと早かったかな、とも思うが家族のタイミングとかを含め、今のタイミングがベスト」との判断で30年続いたチームの活動終了に至ったと述べた。

## 沿革
- 1989年 - 有限会社ル・ボーセを設立、ファクトリーを茨城県下館市（現 筑西市）に開設、FJ1600に参戦を開始
- 1992年 - フォーミュラ・トヨタに参戦を開始
- 1994年 - 全日本F3選手権に参戦を開始（1995年は参戦せず、1996年をもって参戦休止）
- 1995年 - ファクトリーを茨城県石下町（現 常総市）に移設、トヨタテクノクラフト（TRD）製品の販売契約を締結
- 1998年 - FJ協会に加盟
- 2000年 - F4東日本シリーズに参戦
- 2003年 - 有限会社ル・ボーセモータースポーツを設立し、有限会社ル・ボーセの事業を引き継ぐ。
- 2005年 - 全日本F3選手権への参戦を再開
- 2006年 - フォーミュラチャレンジ・ジャパンのメンテナンス業務を請負う
- 2007年 - 株式会社ル・ボーセモータースポーツに組織変更、ファクトリーをもてぎコンストラクターズ村に移設
- 2008年 - 全日本F3選手権のナショナルクラス（現 Nクラス）に参戦を開始
- 2009年 - スーパーFJに参戦を開始
- 2011年 - フォーミュラ・ニッポンに参戦を開始（～2014年）
- 2015年 - スーパー耐久に参戦を開始
- 2019年 - シーズン終了をもってレース活動を休止
- 2020年 - 本社を栃木県茂木町から茨城県つくば市に移転。

## 参戦歴
| 年     | カテゴリ－                        | ドライバー           | 最終成績 |
| ------ | --------------------------------- | -------------------- | -------- |
| 1989年 | FJ1600筑波選手権                  | 柴原眞介             | 2位      |
| 1990年 | FJ1600筑波選手権                  | 早田岳史             | 1位      |
| 1990年 | FJ1600東北選手権                  | 早田岳史             | 1位      |
| 1991年 | FJ1600筑波選手権                  | 塩原秀雄             | 1位      |
| 1991年 | FJ1600東北選手権                  | 島守広               | 1位      |
| 1992年 | フォーミュラ・トヨタ              | 島守広               | 3位      |
| 1992年 | FJ1600筑波選手権                  | 薮内弘道             | 1位      |
| 1993年 | フォーミュラ・トヨタ              | 島守広               | 3位      |
| 1994年 | 全日本F3選手権                    | 早田岳史             | 7位      |
| 1994年 | フォーミュラ・トヨタ              | 服部茂章             | 1位      |
| 1995年 | フォーミュラ・トヨタ              | 藤田孝博             | 1位      |
| 1996年 | 全日本F3選手権                    | 藤田孝博             | 7位      |
| 1997年 | フォーミュラ・トヨタ              | 大庭永仁             | 5位      |
| 1998年 | フォーミュラ・トヨタ              | 後藤聡               | 4位      |
| 1999年 | フォーミュラ・トヨタ              | サトウカイチ         | 1位      |
| 2000年 | フォーミュラ・トヨタ              | 後藤聡               | 1位      |
| 2000年 | F4東日本シリーズ                  | 西尾一成             | 1位      |
| 2001年 | フォーミュラ・トヨタ              | 名和克憲             | 5位      |
| 2002年 | フォーミュラ・トヨタ              | 小早川済瑠           | 1位      |
| 2003年 | フォーミュラ・トヨタ              | 川口慶大             | 5位      |
| 2004年 | フォーミュラ・トヨタ              | 安岡秀徒             | 1位      |
| 2004年 | フォーミュラ・トヨタ              | 嵯峨宏紀             | 5位      |
| 2005年 | 全日本F3選手権                    | 嵯峨宏紀             | 13位     |
| 2005年 | フォーミュラ・トヨタ              | 阿部翼               | 2位      |
| 2006年 | 全日本F3選手権                    | 嵯峨宏紀             | 11位     |
| 2006年 | フォーミュラ・トヨタ              | 坂本雄也             | 2位      |
| 2006年 | フォーミュラ・トヨタ              | 山内英輝             | 5位      |
| 2006年 | FJ1600もてぎ選手権                | 東徹次郎             | 3位      |
| 2006年 | FJ1600日本一決定戦                | 東徹次郎             | 3位      |
| 2007年 | 全日本F3選手権                    | 嵯峨宏紀             | 11位     |
| 2007年 | フォーミュラ・トヨタ              | ケイ・コッツォリーノ | 1位      |
| 2008年 | 全日本F3選手権 全日本選手権クラス | 嵯峨宏紀             | 7位      |
| 2008年 | マカオグランプリ                  | 嵯峨宏紀             | DNF      |
| 2008年 | 全日本F3選手権 ナショナルクラス   | 安岡秀徒             | 5位      |
| 2008年 | スーパーFJ日本一決定戦            | 中山雄一             | 2位      |
| 2009年 | 全日本F3選手権 Cクラス            | 嵯峨宏紀             | 6位      |
| 2009年 | マカオグランプリ                  | 嵯峨宏紀             | 14位     |
| 2009年 | スーパーFJ筑波選手権              | 中山雄一             | 1位      |
| 2010年 | 全日本F3選手権 Cクラス            | 嵯峨宏紀             | 4位      |
| 2010年 | 全日本F3選手権 Nクラス            | 千代勝正             | 3位      |
| 2010年 | スーパーFJ筑波選手権              | 中村ひかる           | 3位      |
| 2011年 | フォーミュラ・ニッポン            | 嵯峨宏紀             | ―        |
| 2011年 | スーパーFJ筑波選手権              | 石澤浩紀             | 10位     |
| 2012年 | フォーミュラ・ニッポン            | 嵯峨宏紀             | ―        |
| 2012年 | スーパーFJもてぎ選手権            | 山下健太             | 1位      |
| 2012年 | スーパーFJもてぎ選手権            | 中村ひかる           | －       |
| 2012年 | スーパーFJもてぎ選手権            | 小河諒               |          |
| 2013年 | スーパーフォーミュラ              | 嵯峨宏紀             |          |
| 2013年 | 全日本F3選手権 Nクラス            | 小河諒               |          |
| 2013年 | スーパーFJもてぎ選手権            | 久保凜太郎           |          |
| 2013年 | スーパーFJもてぎ選手権            | 長谷川優太           |          |

## 協賛スポンサー
- 栃木トヨタ自動車（NEZASグループ） - 2013年4月より